# Тростенец (село)
Тростенец — село в Новооскольском районе Белгородской области, центр Тростенецкого сельского поселения. Расположено поселение в юго-восточной части Новооскольского района, в 30 км от районного и в 110 км от областного центра.

## География
Село расположено в северо-западной части Новооскольского района, занимает площадь 3772 га, в т.ч. земли сельскохозяйственного назначения 2764 га, земли поселения 1008 га. В селе имеется средняя школа. При школе имеется детский садик. В центре села находится Дом культуры на 300 мест. В здании ДК находится библиотека, фонд которой насчитывает около 8 тысяч книг. Имеется пункт бытового обслуживания, почтовое отделение, филиал сбербанка, медицинский пункт. Так же в центре села находится действующая церковь, Храм Покрова Пресвятой Богородицы. Является географическим центром Белгородской области, в связи с чем установлен памятный знак.

## История
Село получило своё название по береговым зарослям реки. Река, на которой расположился Тростенец, называлась Тростянка.
Тростенец основан служивыми людьми из крепости Яблонов в 1640 году на Тростенецкой поляне, при впадении речки Тростянки в реку Мокрой Холок.

## Население
| 2002 | 2010 | 2012 | 2013 | 2014 | 2015 | 2016 |
| ---- | ---- | ---- | ---- | ---- | ---- | ---- |
| 984  | ↘845 | ↘836 | ↘835 | ↗850 | ↗874 | →874 |
| 2017 | 2018 |      |      |      |      |      |
| ↗889 | ↗907 |      |      |      |      |      |

На 1 января 2016 г. в селе проживало 831 человек, из них 123 ребёнка 0–14 лет, 29 студентов, 279 пенсионеров, работающее население составляет 378 человек.